# کراپ سوگن ژیون
کراپ سوگن ژیون (به لاتین: Crap Sogn Gion) یک کوه در سوئیس است که در کانتون گراوبوندن واقع شده‌است. کراپ سوگن ژیون ۲٬۲۶۳ متر بالاتر از سطح دریا واقع شده‌است.